# 陳安邦
陳安邦（1933年12月6日—2003年12月11日），中華民國政治人物，台灣臺北市人，舊日臺北外雙溪儷人谷風景區明德樂園大股東，曾任國民黨籍第二屆國大代表。為無黨籍台北市議員陳建銘、民進黨立法委員陳靜敏之父，前臺北市政府觀傳局局長陳思宇祖父。

## 生平
陳安邦家族出身台北市士林社子地區，為地方望族，家族土地遍及士林區、大安区、松山区等地。畢業於力行中學補校，曾任陽明山信用合作社理事、陽信銀行董事。

### 投資明德樂園
1979年，中華民國政府鼓勵華僑至臺灣投資。陳安邦與妻舅潘承烈，邀集菲律賓華僑黃伯雄共同投資，在臺北外雙溪創辦「明德樂園」，因風景秀麗，遊樂設施新穎，有「台北後花園」之譽。

### 從政
陳安邦曾代表中國國民黨參選，當選第二屆國大代表，被視為國民黨本土派的政治人物。因而與李登輝頗有交情，其子陳建銘後來也由國民黨轉入台灣團結聯盟。

## 家庭
陳安邦與妻子陳蔡素珍育有兩男四女，長子陳建銘為第三屆國民大會代表與第五屆立法委員、次子陳建揚為義聯股份有限公司總經理與經國管理學院講師、長女陳淑惠為視覺定向師、次女陳淑雯於美國從事藥品研究發展工作、三女陳淑娟為證券公司經理、四女陳靜敏為護理師及立法委員。另有義子田明杰，任職於大眾電腦科技研發部門。

## 資料來源
1. ↑  . 社會組 報導. 鏡週刊. 2017-08-09  [2018-12-15]. （原始内容存档于2018-12-15）.
2. ↑  國民大會第二屆國民大會代表選舉選舉公報，臺北市第一選舉區(北投區、士林區、中山區、大同區)，台北市選舉委員會編印，1991.02.10
3. ↑  . 黃琴雅 報導. 新新聞週刊. 2012-11-20  [2018-12-15]. （原始内容存档于2018-12-15）.
4. ↑  . 黃彥誠 報導. 上報. 2018-12-15  [2018-12-15]. （原始内容存档于2018-12-15）.
5. ↑  . 方炳超 報導. 風傳媒. 2018.12.15  [2018-12-15]. （原始内容存档于2018-12-15）.
6. ↑   32. 國史館. 1988.